# Antonio Domenico Bamberini

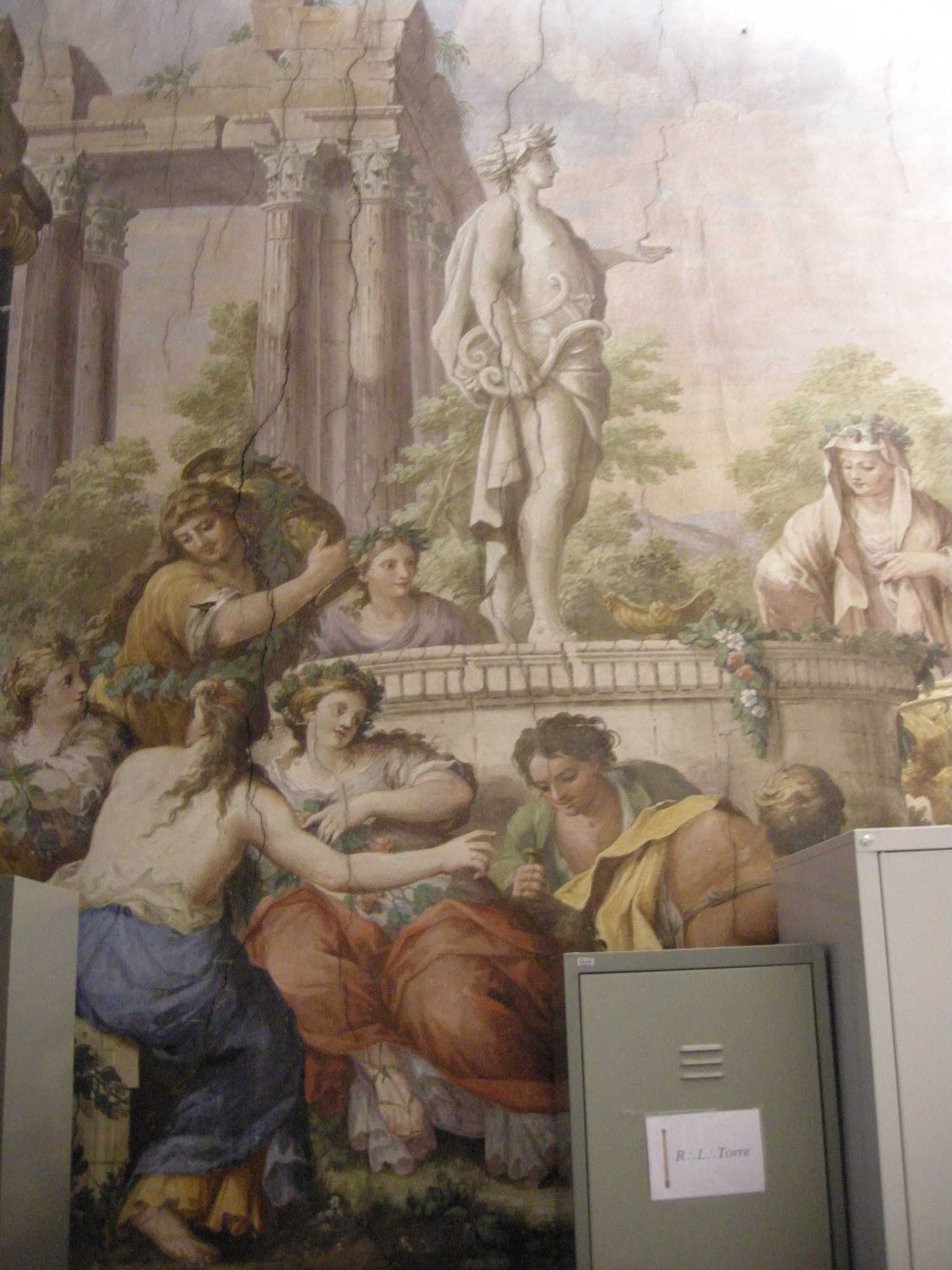
Affresco in Palazzo Roffia

Antonio Domenico Bamberini (Firenze, 1666 – Gramugnana, 1741) è stato un pittore italiano.

## Biografia
Il suo maestro fu Simone Pignoni.
Durante la sua attività lavorò principalmente a Firenze e nella zona del Valdarno inferiore. Tra i suoi lavori valdarnesi sono da segnalare gli affreschi realizzati nel 1710 nella cupola della chiesa di Santa Cristiana a Santa Croce sull'Arno e l'affresco realizzato nel 1719 raffigurante l'Assunta  posto nella chiesa di Santa Maria Novella a Marti.
A Firenze lavora nella chiesa di San Giovannino degli Scolopi, all'interno della chiesa di Ognissanti, dove realizza su un cornicione interno un tondo raffigurante dei Santi Francescani e un'altra opera si trova presso il conservatorio della Quieta dove è collocato il Martirio di San Lorenzo.  Un'altra sua opera si trova a Prato nel palazzo vescovile e raffigura Papa Pio V che benedice le bandiere dei cristiani.
Morì a Gramugnana, una località nei pressi di Casciana Alta (attuale comune di Casciana Terme Lari).